# Grote Scheldeprijs 1977
Il Grote Scheldeprijs 1977, sessantatreesima edizione della corsa, si svolse il 2 agosto per un percorso di 250 km, con partenza ed arrivo a Schoten. Fu vinto dal belga Marc Demeyer della squadra Flandria-Velda-Latina davanti ai connazionali Ludo Peeters e Ronan De Meyer.

## Ordine d'arrivo (Top 10)
| Pos. | Corridore             | Squadra                         | Tempo    |
| ---- | --------------------- | ------------------------------- | -------- |
| 1    | Marc Demeyer          | Flandria-Velda-Latina           | 5h52'00" |
| 2    | Ludo Peeters          | Ijsboerke-Colnago               | s.t.     |
| 3    | Ronan De Meyer        | Ebo- Superia                    | s.t.     |
| 4    | Eddy Peelman          | Zoppas-Fragel                   | s.t.     |
| 5    | Willy In 't Ven       | Bianchi-Campagnolo              | a 3"     |
| 6    | Willy Scheers         | Carpenter-Zeepcentrale-Splendor | a 10"    |
| 7    | Frank Hoste           | Ijsboerke-Colnago               | a 20"    |
| 8    | Etienne Van der Helst | Maes Pils-Mini-Flat             | s.t.     |
| 9    | Roger Verschaeve      | Flandria-Velda-Latina           | a 25"    |
| 10   | Willem Peeters        | Ijsboerke-Colnago               | a 36"    |